# 群馬大学の人物一覧
群馬大学の人物一覧（ぐんまだいがくのじんぶついちらん）は、群馬大学に関係する人物の一覧記事。

## 教職員

### 教育学部
国語専攻
- 藤本宗利 - 教授、古代文学、群馬大学教育学部附属幼稚園園長
- 小林英樹 - 教授、言語学
- 永由徳夫 - 准教授、書写・書道学
- 小林正行 - 講師、言語学

社会専攻
- 藤森健太郎 - 准教授、日本史
- 山口幸男 - 教授、社会科地理教育学
- 石田肇 - 教授、東洋史
- 村上隆夫 - 教授、倫理学
- 山田博文 - 教授、経済学
- 豊泉周治 - 教授、社会学
- 岩永健司 - 教授、社会科歴史教育学
- 斎藤周 - 教授、法律学
- 関戸明子 - 教授、人文地理学
- 熊原康博 - 准教授、自然地理学
- 松沼美穂 - 准教授、西洋史

英語専攻
- 上原景子 - 教授、英語教育学
- 柏木徳明 - 教授、英語学
- 吉川信 - 教授、英米文学
- 渡部孝子 - 准教授、英語教育学
- 柴田知薫子 - 准教授、英語学
- 宮本文 - 講師、英米文学
- 田中一嘉 - 教授、ドイツ語学
- 三原智子 - 准教授、フランス文学

数学専攻
- 福島博 - 教授、群論
- 大竹公一郎 - 教授、環論
- 西谷泉 - 教授、数学教育学、群馬大学教育学部附属特別支援学校校長
- 伊藤隆 - 教授、作用素環論
- 江森英世 - 准教授、数学教育学、群馬大学教育学部附属小学校校長
- 照屋保 - 准教授、関数解析学

理科専攻
- 寺嶋容明 - 准教授、量子物理学
- 奥沢誠 - 教授、原子･固体物理学
- 日置英彰 - 准教授、有機化学
- 岸岡真也 - 准教授、無機・分析化学
- 小池啓一 - 教授、生物学、群馬大学教育学部学部長
- 佐野史 - 准教授、生物学
- 吉川和男 - 教授、地学
- 岡崎彰 - 教授、地学・理科教育学
- 益田裕充 - 教授、理科教育学
- 早川由紀夫 - 教授、地学
- 岩崎博之 - 准教授、地学

音楽専攻
- 松原隆介 - 教授、音楽科教育学
- 吉田秀文 - 准教授、音楽科教育学
- 勝部太 - 教授、声楽
- 三國正樹 - 教授、器楽
- 菅生千穂 - 准教授、器楽
- 川上晃 - 教授、音楽学
- 西田直嗣 - 准教授、作曲学

美術専攻
- 茂木一司 - 教授、美術教育学
- 林耕史 - 教授、彫刻学
- 喜多村徹雄 - 准教授、絵画
- 齋江貴志 - 准教授、デザイン
- 春原史寛 - 准教授、美術理論・美術史
- 團名保紀 - 名誉教授、美術史
- 新井哲夫 - 名誉教授、美術教育学

保健体育専攻
- 松本富子 - 教授、体育科教育学・ダンス
- 小川正行 - 教授、公衆衛生・保健統計・柔道
- 福地豊樹 - 教授、体育史・器械運動
- 柳川益美 - 教授、スポーツ経営管理・レスリング
- 上條隆 - 教授、スポーツ医学・運動生理学・野球
- 鬼澤陽子 - 教授、身体教育学
- 中雄勇人 - 講師、陸上運動学
- 新井淑弘 - 教授、学校保健学・体操競技
- 西田順一 - 准教授、水泳学
- 山西哲郎 - 元助教授、スポーツ運動学
- 小山啓太 - 准教授、保健体育講座

技術専攻
- 加藤幸一 - 教授、木材加工・技術科教育法・情報科教育法
- 三田純義 - 教授、金属加工・技術科教育法、群馬大学教育学部附属中学校校長
- 田辺秀明 - 教授、機械
- 古田貴久 - 教授、情報とコンピュータ・情報科教育法
- 古谷清藏 - 准教授、電気

家政専攻
- 高橋久仁子 - 教授、食物学・家庭科教育学
- 田中麻里 - 教授、住居学
- 長津美代子 - 教授、家庭経営学
- 西薗大実 - 教授、食物学
- 小林陽子 - 講師、家庭科教育・被服学

教育専攻
- 清水和夫 - 教授、学校経営
- 豊泉清浩 - 教授、教育哲学
- 入澤充 - 教授、教育法制学
- 山崎雄介 - 准教授、教育内容・方法学
- 荒牧草平 - 准教授、教育社会学

教育心理専攻
- 懸川武史 - 教授、社会心理学
- 松永あけみ - 教授、発達心理学
- 佐藤浩一 - 教授、学習心理学
- 山口陽弘 - 准教授、教育心理学

障害児教育専攻
- 松田直 - 教授、重複障害教育学
- 浦崎源次 - 教授、障害児教育学
- 久田信行 - 教授、障害児心理学
- 金澤貴之 - 准教授、障害児教育学
- 吉野浩之 - 准教授、障害児医学
- 霜田浩信 - 准教授、障害児心理学

### 情報学部（社会情報学部）
- 落合延高 - 教授、歴史情報論・地域社会史
- 青木繁伸 - 教授、社会統計学
- 富山慶典 - 教授、意思決定科学、集合的意思決定論、群馬大学社会情報学部学部長
- 岩井淳 - 教授、情報工学
- 小竹裕人 - 教授、公共政策論政策評価
- 堀正 - 教授、言語心理学、パーソナルコミュニケーション論
- 森谷健 - 教授、地域社会学、都市社会学、地域情報論
- 伊藤賢一 - 教授、理論社会学、社会学史
- 河島基弘 - 教授、社会学、比較文化論、環境倫理
- 高山利弘 - 教授、言語文化、日本文学
- 砂川裕一 - 教授、哲学、比較文化基礎論
- 柴田博仁 - 教授、インタラクションデザイン、認知科学
- 高井ゆと里 - 准教授、西洋哲学、生命倫理学

### 工学部
電気電子工学科
- 保坂純男 - 教授、原子オーダ、ナノメートルオーダ
- 石川赴夫 - 教授、電気機器の解析・最適設計
- 高田和正 - 教授、光通信・通信用光デバイス・光計測
- 橋本誠司 - 准教授、制御工学、モーションコントロール、振動制御

社会環境デザイン工学科
- 片田敏孝 - 教授、地震津波災害社会研究学

### 医学部

#### 保健学科
看護学専攻
- 松田たみ子 - 教授、医療制度・マネージメント
- 小板橋喜久代 - 教授、リラクセーション法、ローインパクトエクササイズ
- 田渕祥恵 - 准教授、看護技術、睡眠療法
- 小林しのぶ - 准教授、看護技術、リラクゼーション
- 林智子 - 講師、臨床心理学、コミュニケーション論
- 柳奈津子 - 講師、指圧、マッサージ、アロマセラピー、リラクゼーション法

検査技術科学専攻
- 江本正志 - 教授、未知の細胞群の生体内における役割解明

作業療法学専攻
- 岩崎清隆 - 准教授、発達障害、作業療法

### 大学院

#### 工学研究科
- 松本英之 - ナノ材料システム工学専攻教授

## OB・OG

### 政界
- 山口鶴男 - 元日本社会党書記長、第15代総務庁長官
- 竹腰俊蔵 - 公選第4代群馬県知事
- 塩谷眞康 - 元衆議院議員
- 大濵長照 - 元沖縄県石垣市長、医師
- 林紀子 - 元日本共産党参議院議員
- 井出敏朗 - 能美市市長

### 実業家
- 野間清治 - 講談社創業者、元報知新聞社社長、群馬師範学校卒
- 毒島邦雄 - 三共創業者・名誉会長、日本の富豪ランキング4位、桐生工専付属商工学校卒
- 大川栄二 - 元マルエツ社長、元ダイエーオーエムシー会長、大川美術館創設者・初代館長
- 岡本佐四郎 - 元帝人社長、元日本化学繊維協会会長、化学工学会賞技術賞、桐生工専卒
- 鈴木一行 - 元サンデン社長
- 谷口恒 - ZMP創業者・社長、日本ベンチャー大賞経済産業大臣賞、日本イノベーター大賞特別賞
- 辻信太郎 - サンリオ創業者・社長
- 友山茂樹 - トヨタ自動車副社長、トヨタコネクティッド社長、トヨタモビリティ東京副会長
- 福島大吉 - 元小野薬品工業社長、小野医学研究財団理事長
- 丸田芳郎 - 元花王社長（1971年 - 1990年）、桐生工専卒
- 井村俊哉 - 投資家、YouTuber、元お笑いタレント
- 和田耕治 - 医師、わだ形成クリニック院長

### 研究者、学者
- 内山安男 - 生物学者、大阪大学元教授、国際組織細胞学会元理事長、日本解剖学会元理事長
- 大谷杉郎 - 化学者、群馬大学名誉教授、炭素材料学会元会長、炭素繊維の研究
- 大谷義夫 - 医学者、池袋大谷クリニック院長、元東京医科歯科大学准教授
- 笠原群生 - 医学者、国立成育医療研究センター病院長
- 金井好克 - 医学者、大阪大学名誉教授、日本医療研究開発大賞内閣総理大臣賞
- 金子孝夫 - 工学者、早稲田大学教授
- 倉茂達徳 - 医学者、群馬大学名誉教授、東京福祉大学元学長、全国予防医学推進協議会元会長
- 斎藤喜博 - 教育学者、宮城教育大学元教授、教授学研究の会設立者
- 坂井貴文 - 生物学者、埼玉大学学長
- 須藤隆一 - 工学者、東北大学名誉教授、元埼玉県環境科学国際センター総長、元環境省政策評価委員長
- 関口章 - 化学者、筑波大学教授、紫綬褒章、フンボルト賞、有機ケイ素化学の研究
- 田口玄一 - 工学者、青山学院大学元教授、品質工学の第一人者、桐生高等工業学校紡織別科卒
- 武田文和 - 世界保健機関専門家諮問部会委員
- 丹野義彦 - 心理学者、東京大学名誉教授、臨床心理士
- 戸部満寿夫 - 薬学者、元国立衛生試験所安全性生物試験研究センター長
- 新浪博士 - 医学者、東京女子医科大学医学部心臓血管外科主任教授、東京女子医科大学病院副院長
- 貫井英明 - 山梨大学元学長
- 平塚浩士 - 化学者、群馬大学学長
- 深代千之 - スポーツ学者、東京大学名誉教授、日本女子体育大学元学長、日本体育学会元会長
- 松本英之 - 化学者、群馬大学教授
- 武藤英男 - 教育学者、群馬大学名誉教授
- 山口明彦 - 生理学者、北海道医療大学教授
- 渡邉治雄 - 医学者、国立感染症研究所元所長、東京大学元教授
- 渡仲三 - 医学者、名古屋市立大学名誉教授、セクソロジーの権威

### 文学
- 山本鉱太郎 - 作家
- おのちゅうこう - 児童文学作家
- 黒古一夫 - 文芸評論家、筑波大学教授
- 斎藤肇 - 小説家
- 智本光隆 - 歴史作家
- 能島龍三 - 小説家

### 芸術
- 井上武士 - 作曲家
- 大澤豊 - 映画監督、ベルリン映画祭児童映画部門国際青少年映画賞受賞
- 岡田刀水士 - 詩人
- 田村吉康 - 画家、漫画家、イラストレーター
- 星野富弘 - 画家、詩人
- 宮川武 - 造形作家、フィギュア原型師
- 諸田広美 - メゾソプラノ歌手
- 米倉大謙 - 書家
- 脇屋主三 - 画家

### 芸能
- 阿部百合子 - 女優
- 近藤康成 - 俳優
- 岐部昌幸 - 放送作家
- できたくん - お笑い芸人
- 藤田善宏 - ダンサー、コンドルズメンバー
- しゅんしゅんクリニックP - お笑い芸人、医師
- 小和瀬さとみ - 歌手
- 有希俊彦 - 元俳優
- 大山即席斎 - 即席麺評論家

### スポーツ
- 阿久沢毅 - 高校野球監督
- 新井敏弘 - ラリードライバー
- 磯貝美奈子 - 陸上選手、七種競技と走り幅跳びの日本記録を樹立
- 樹森大介 - 元サッカー選手
- 神田直輝 - 元プロ野球選手
- 竹内奎人 - プロ野球選手
- 野口三千三 - 野口体操の創始者
- 松本大 - トレイルランナー、スカイランナーワールドシリーズのレースで日本人初優勝
- 山浦麻葉 - カーリング選手

### マスコミ
- 千北英倫子 - 長崎国際テレビアナウンサー
- 藤原規衣 - 岩手朝日テレビアナウンサー
- 北澤咲弥花 - 元毎日放送アナウンサー、現医師
- 佐藤美樹 - 元NHK前橋放送局キャスター

この項目は、ウィキプロジェクト 大学のテンプレートを使用しています。